# Органические пероксиды металлов
Органические пероксиды металлов — пероксидные соединения состава ROOM, являющиеся производными пероксида водорода, у которых один атом водорода замещён на углеводородный остаток R, а другой — на ион металла. Органические пероксиды металлов известны для лития, натрия и калия.

## Номенклатура
Название органических пероксидов металлов складывается из названий соответствующих углеводородного радикала и металла, например:
{\displaystyle {\mathsf {(CH_{3})_{3}C{\text{-}}O{\text{-}}O{\text{-}}Li}}} — трет.бутилпероксид лития
{\displaystyle {\mathsf {C_{6}H_{5}(CH_{3})_{2}C{\text{-}}O{\text{-}}O{\text{-}}K}}} — кумилпероксид калия

## Получение и применение
Наиболее распространены следующие способы получения органических пероксидов металлов:
- Реакция органических гидропероксидов с гидроксидами или алкоголятами металлов в водном или спиртовом растворе

{\displaystyle {\mathsf {(CH_{3})_{3}COOH+NaOH\rightarrow (CH_{3})_{3}COONa+H_{2}O}}}
- Реакция органических гидропероксидов с металлами и их амальгамой в углеводородном растворе:

{\displaystyle {\mathsf {2C_{6}H_{5}C(CH_{3})_{2}OOH+2Na\rightarrow 2C_{6}H_{5}C(CH_{3})_{2}OONa+H_{2}}}}
В реакции образуется значительное число побочных продуктов — спиртов и алкоголятов, которые сложно отделить от целевого продукта.
- Автоокисление металлоорганических соединений:

{\displaystyle {\mathsf {(CH_{3})_{3}C{\text{-}}Na+O_{2}\rightarrow (CH_{3})_{3}COONa}}}
Также протекает побочная реакция
{\displaystyle {\mathsf {(CH_{3})_{3}C{\text{-}}Na+(CH_{3})_{3}COONa\rightarrow 2(CH_{3})_{3}CONa}}}
- Реакция органических гидропероксидов с амидами и гидридами металлов:

{\displaystyle {\mathsf {(CH_{3})_{3}COOH+NaNH_{2}\rightarrow (CH_{3})_{3}COONa+NH_{3}}}}

## Свойства
Чистые органические пероксиды металлов представляют собой белые кристаллические вещества, растворимые в углеводородах и малорастворимые в апротонных растворителях. При нагревании они способны самовоспламеняться. Термическое разложение органических пероксидов металлов протекает по радикальному механизму реакции и приводит к соответствующим спиртам, алкоголятам, гидроксидам металлов.
Органические пероксиды металлов способны вступать в следующие типы реакций:
- нуклеофильного присоединения, замещения и элиминирования:
- окисления, например, кетонов:

{\displaystyle {\mathsf {CH_{3}C(O)C_{2}H_{5}{\xrightarrow[{KOH}]{(CH_{3})_{3}COOH}}CH_{3}C(O)OH+C_{2}H_{5}OH+C_{2}H_{5}COOH+CH_{3}OH}}}
{\displaystyle {\mathsf {C_{6}H_{5}C(O)CH_{3}{\xrightarrow[{KOH}]{(CH_{3})_{3}COOH}}C_{6}H_{5}C(O)OH+CH_{3}OH}}}

## Применение
Органические пероксиды металлов применяются:
- в синтезе органических и металлоорганических пероксидов:

{\displaystyle {\mathsf {RX+R'OOM\rightarrow ROOR'+MX,\ \ X=Cl,Br,\ \ M=Li,Na,K}}}
- в препаративном синтезе гидропероксидов

{\displaystyle {\mathsf {RM+O_{2}{\xrightarrow[{}]{-75^{o}C}}ROOM}}}
{\displaystyle {\mathsf {ROOM+HX\rightarrow ROOH+MX}}}
- в качестве радикальных инициаторов полимеризации олефинов